# Приколотне (станція)
Приколо́тне — проміжна вантажно-пасажирська залізнична станція 4 класу Куп'янської дирекції залізничних перевезень Південної залізниці.
Розташована на одноколійній неелектрифікованій лінії Оливине — Огірцеве між станціями Бурлук (17 км) та Білий Колодязь (19 км) у смт Приколотне Великобурлуцького району Харківської області. На станції зупиняються тільки приміські поїзди.